# Teiresias
Teiresias (/taɪˈriːsiəs/; tiếng Hy Lạp cổ: Τειρεσίας) là nhà tiên tri mù của Apollo ở Thebes. Ông nổi tiếng với khả năng thấu thị và từng bị biến hình thành phụ nữ trong 7 năm. Ông là con trai của người chăn cừu Everes và nymph Chariclo.

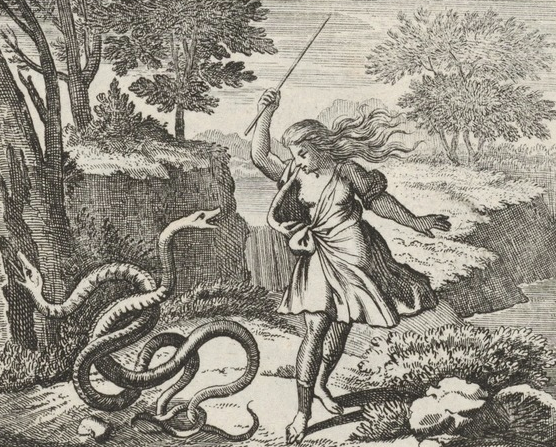
Teiresias dùng gậy đánh hai con rắn, và bị Hera làm phép biến thành phụ nữ. Tranh khắc của Johann Ulrich Kraus (khoảng 1690). Lấy từ Die Verwandlungen des Ovidii.